# Engelbert Ritter
Engelbert Ritter, po vstupu do kláštera Frater Peregrinus Engelbert Ritter (31. října 1838 Volary – 1. prosince 1920 Vyšší Brod) byl německý řezbář působící na jihu Čech.

## Život
Narodil se ve Volarech č. p. 100, v rodině místního měšťana Franze Rittera a jeho manželky Marie. Ve vyšebrodském klášteře byl řeholníkem konvršem, pracoval jako pozlacovač–řezbář.

## Dílo
Engelbert Ritter je autorem opatského křesla, které vytvořil pro opata vyšebrodského kláštera Bruno Josefa Pammera (1866–1924).